# Two and a Half Men (seizoen 5)
Het vijfde seizoen van de Amerikaanse sitcom Two and a Half Men werd oorspronkelijk uitgezonden op de commerciële televisiezender CBS vanaf 24 september 2007 tot en met 19 mei 2008. De hoofdrollen worden vertolkt door Charlie Sheen, Jon Cryer en Angus T. Jones en de nevenrollen door Conchata Ferrell, Marin Hinkle, Holland Taylor en Ryan Stiles. Het seizoen telt 19 afleveringen, niet de gebruikelijke 24 afleveringen wegens een algemene staking bij de 12.000 film- en televisieschrijvers in Hollywood die duurde van 5 november 2007 tot 12 februari 2008.

## Samenvatting
Charlie Harper (Charlie Sheen) heeft genoeg van de onvolwassen scharrels waarmee hij uitgaat en wil verandering. Zijn buurvrouw Rose (Melanie Lynskey) hoeft Charlie daarbij niet meer te vrezen: Rose woont sedert enkele maanden in Londen, van waaruit ze Charlie niet meer kan stalken. Charlie schakelt dus een versnelling hoger, maar daar steekt zijn moeder Evelyn (Holland Taylor) onrechtstreeks eigenhandig een stokje voor. Alsof dat niet genoeg is maakt zijn moeder Charlie het leven bijzonder moeilijk aan de hand van haar eigen persoonlijk leven, dat namelijk voor ongemakkelijke taferelen zorgt. Wanneer zijn plan om een serieuze relatie op te bouwen op een beschamende manier in het water valt, hervalt Charlie op indrukwekkende wijze in zijn oude gewoontes. Intussen vergaat het zijn broer Alan Harper (Jon Cryer), die nu al vijf jaar bij zijn broer inwoont zonder een frank huishuur te hoeven betalen, zo mogelijk nog slechter op relatiegebied. Met deemoed ziet Alan hoe zijn naïeve zoon Jake (Angus T. Jones) wordt 'opgegeten' door de puberteit...

## Overzicht
| Nr. serie | Nr. reeks | Titel van aflevering                        | Scenarist(en)                                    | Uitzenddatum      |  |
| --- | --------- | ------------------------------------------- | ------------------------------------------------ | ----------------- |  |
| 1 | 97        | Large Birds, Spiders and Mom                | Chuck Lorre en Lee Aronsohn                      | 24 september 2007 |  |
| Jake (Angus T. Jones) gaat naar de middelbare school en is rotnerveus. Charlie (Charlie Sheen) en Alan (Jon Cryer) maken alles erger met indianenverhalen over kinderen wiens hoofd in het toilet wordt gestoken of die opgesloten worden in hun kastje. En dan geven ze hem een gsm, die enkel mag gebruikt worden voor noodgevallen, wat Jake bang maakt. Charlie worstelt met een jeukende uitslag op een gênante plaats. Titelquote: Alan, die Charlie's angsten opsomt. |           |                                             |                                                  |                   |  |
| 2 | 98        | Media Room Slash Dungeon                    | Don Foster, Susan Beavers en Jim Patterson       | 1 oktober 2007    |  |
| Charlie wimpelt de ene onenightstand na de andere af, maar zijn moeder (Holland Taylor) kan hij niet zomaar om de tuin leiden. Charlie moet tegen zijn zin mee naar een vernissage en mist een wedstrijd van de Los Angeles Dodgers. Alan beleeft een wilde nacht met Sharon (Janeane Garofalo). Sharon denkt er anders over, want ze wil zelfmoord plegen nadat ze met hem heeft gevreeën. Titelquote: Evelyn, tegen Charlie op de vernissage, over een huis dat ze probeert te verkopen. |           |                                             |                                                  |                   |  |
| 3 | 99        | Dum Diddy Dum Diddy Doo                     | Chuck Lorre en Lee Aronsohn                      | 8 oktober 2007    |  |
| Charlie is het beu om met domme, jonge meiden om te gaan. Alan is het roerend met hem eens en stelt hem voor aan de intelligente Rechter Linda Harris (Ming-Na Wen). Charlie gedraagt zich echter als een puber en Rechter Harris wil hem nooit meer zien. Charlie belandt door een van zijn stommiteiten in haar rechtszaal. Titelquote: Charlie, die een voorbeeld geeft van waar de naam "Dee-Dee" een afkorting voor zou kunnen zijn. |           |                                             |                                                  |                   |  |
| 4 | 100       | City of Great Racks                         | Eddie Gorodetsky, Susan Beavers en Jim Patterson | 15 oktober 2007   |  |
| Charlie en Rechter Harris hebben dan toch een relatie, maar nu herkent Charlie in elke vrouw zijn voormalige buurvrouw Rose (Melanie Lynskey). Zelfs wanneer hij met Rechter Harris een hotelkamer boekt, ziet hij Rose in het kamermeisje. Charlie heeft er genoeg van en besluit Rose op te zoeken in Londen. Titelquote: Jake, die gekscherend de Californische stad Santa Barbara benoemt (vrij vertaald naar het Nederlands zegt hij "Santa Café-Beha", van Santa "Bar-bra"). |           |                                             |                                                  |                   |  |
| 5 | 101       | Putting Swim Fins on a Cat                  | Don Foster en Eddie Gorodetsky                   | 22 oktober 2007   |  |
| Alan heeft dringend geld nodig, want hij staat in het rood. De man besluit zich in te schrijven als proefkonijn voor een farmaceutisch bedrijf. De eerste proef zorgt er voor dat hij uitslag krijgt en dat zijn haar uitvalt. Charlie heeft andere zorgen. Hij moet de vierjarige zoon van Rechter Harris entertainen. Titelquote: Alan, wanneer hij en Judith Jakes algebra-leraar bespreken. |           |                                             |                                                  |                   |  |
| 6 | 102       | Help Daddy Find His Toenail                 | Susan Beavers en Jim Patterson                   | 29 oktober 2007   |  |
| Charlie gaat met Rechter Harris naar een luxueus banket, maar voor vertrek is hij ontzettend gestresseerd. Evelyn geeft hem daarom een kalmeerpil, wat niet klopt. Charlie tript en maakt zichzelf en Rechter Harris belachelijk op het feest. Jake glipt het huis uit en pikt zijn eerste rockconcert mee. Titelquote: Alan, tegen Judith aan de telefoon, nadat hij Jake betrapt heeft op wegsluipen om naar een rockconcert te gaan en hij het onderwerp ontwijkt voor Judith door te zeggen dat Jake nog thuis is ("Help papa met zoeken naar zijn teennagel"). |           |                                             |                                                  |                   |  |
| 7 | 103       | The Leather Gear Is in the Guest Room       | Chuck Lorre en Lee Aronsohn                      | 5 november 2007   |  |
| Charlie is kwaad omdat Alan een lelijke vaas heeft gekocht. Alan vindt het niet kunnen dat Charlie alles beslist over de inrichting van hun huis, waardoor de discussie escaleert. Alan besluit zijn boeltje te pakken, waardoor Evelyn haar kans ruikt om bij Charlie in te trekken. Charlie moet zijn trots inslikken. Titelquote: Evelyn, tegen Teddy, over 'het probleem Alan', die in de logeerkamer verblijft. |           |                                             |                                                  |                   |  |
| 8 | 104       | Is There a Mrs. Waffles?                    | Chuck Lorre en Lee Aronsohn                      | 12 november 2007  |  |
| Charlie heeft met succes een kinderliedje geschreven. Zijn artiestennaam is voortaan 'Charlie Waffles' en hij moet overal signeersessies geven. Hij maakt van de gelegenheid gebruik om de moeders te verleiden. Maar Charlie blijkt aan glossofobie (plankenkoorts) te lijden. Titelquote: Een alleenstaande moeder, die aan Charlie vraagt of hij getrouwd is. |           |                                             |                                                  |                   |  |
| 9 | 105       | Tight's Good / Shoes, Hats, Pickle Jar Lids | Don Foster en Eddie Gorodetsky                   | 19 november 2007  |  |
| Charlie verveelt zich op het verlovingsfeest van Teddy (Robert Wagner) en Evelyn, tot de dochter van de gastheer verschijnt, Courtney (Jenny McCarthy). Teddy eist dat Charlie uit de buurt van Courtney blijft, maar het kwaad is al geschied. Titelquote: Courtney, als Charlie vreest dat de Ferrari die ze hem probeert te verkopen niet veel ruimte biedt. "Shoes, Hats, Pickle Jar Lids" is de titel van de aflevering op de dvd van het vijfde seizoen. "Tight's Good" ("Krap volstaat") is de zin door Courtney gesproken. Noot: Eerste aflevering met Jenny McCarthy als Courtney Leopold |           |                                             |                                                  |                   |  |
| 10 | 106       | Kinda Like Necrophilia                      | Chuck Lorre en Lee Aronsohn                      | 26 november 2007  |  |
| Alan ontdekt dat hij als puber werd gedumpt door zijn allereerste liefje Charity omdat Charlie haar had verleid. Charlies huidige liefje Gabrielle heeft een moeilijk moment in haar relatie met Charlie. Alan grijpt zijn kans om wraak te nemen. Jake loopt zijn eerste blauwtje op. Titelquote: Charlie, over hoe Gabrielle in bed is ("Een beetje zoals seks met een dode"). |           |                                             |                                                  |                   |  |
| 11 | 107       | Meander to Your Dander                      | Susan Beavers en Jim Patterson                   | 17 maart 2008     |  |
| Alan voelt zich niet langer goed in zijn relatie met Donna. Alan stapt na overleg met Charlie op Donna af om hun verhouding te beëindigen, waarna Donna repliceert dat ze toe is aan 'iets nieuws'. Alan haalt opgelucht adem, niet wetende dat Donna met 'iets nieuws' bedoelt dat ze een triootje wil met Alan en een andere vrouw. Titelquote: Alan, tegen Donna over zijn voorspel. |           |                                             |                                                  |                   |  |
| 12 | 108       | A Little Clammy and None Too Fresh          | Chuck Lorre en Lee Aronsohn                      | 24 maart 2008     |  |
| Charlie wordt ziek na een wilde nacht met een verkouden meisje. Rose besluit voor hem te zorgen. Ze wast hem, kookt eten en geeft hem haar speciale medicatie. Pas na twee weken kan Charlie voor het eerst zijn bed uit. Hij vermoedt dat Donna hem bewust de verkeerde medicatie heeft gegeven. Charlie wil Alan en Jake verwittigen, maar ze zijn er niet. Wanneer hij Donna tegen het lijf loopt, wil ze dat hij nog een van haar pillen slikt. Titelquote: Charlie, over zijn aandoening. |           |                                             |                                                  |                   |  |
| 13 | 109       | The Soil Is Moist                           | Chuck Lorre en Lee Aronsohn                      | 31 maart 2008     |  |
| Alan vraagt de toestemming aan zijn ex-vrouw Judith (Marin Hinkle) om met haar beste vriendin (Jessica Tuck) op stap te gaan. Judith maakt er geen probleem van. Alan beeldt zich in dat Judith naast het bed zit als hij seks heeft met de vrouw. In dezelfde verbeelding ziet hij hoe Judith seks heeft met haar man Herb (Ryan Stiles). Titelquote: Herb, over hoe hij zaadjes plant in zijn moestuin, wat voor Charlie klinkt als een metafoor over seks. |           |                                             |                                                  |                   |  |
| 14 | 110       | Winky-Dink Time                             | Eddie Gorodetsky en Jim Patterson                | 14 april 2008     |  |
| Charlie herkent een van zijn veroveringen in de bar, maar hij is haar naam vergeten. Jake valt als een blok voor haar dochter en eist dat Charlie hem voorstelt. Ondertussen loopt Alan de muren op. Hij voelt zich eenzaam sinds zijn breuk met Donna en besluit een callgirl in te huren. Titelquote: Alan, die twijfelt aan de duurtijd van de seks indien de callgirl te laat komt. |           |                                             |                                                  |                   |  |
| 15 | 111       | Rough Night In Hump Junction                | Chuck Lorre en Lee Aronsohn                      | 21 april 2008     |  |
| Charlie gedraagt zich meer dan ooit als een rokkenjager en verleidt tot drie vrouwen per dag. Tussentijds krijgt hij klappen van twee jaloerse echtgenoten. Aan zijn psychologe (Jane Lynch) vertelt Charlie dat hij hengstig is om zijn pas getrouwde ex-verloofde Mia (Emmanuelle Vaugier) uit zijn gedachten te bannen. Titelquote: Berta, als ze hoort dat Charlie het noorden kwijt is op relatievlak. |           |                                             |                                                  |                   |  |
| 16 | 112       | Look At Me, Mommy, I'm Pretty               | Eddie Gorodetsky, Don Foster en Susan Beavers    | 28 april 2008     |  |
| Charlie is smoorverliefd op Courtney en raapt zijn moed bijeen om het aan te vragen op het trouwfeest van zijn moeder en Teddy. Ze zegt ja, maar Charlie beseft niet wat Courtney en Teddy in hun schild voeren. Titelquote: Evelyn, tegen Courtney, de draak stekend met Alan die zich als kind verkleedde met haar kleren. |           |                                             |                                                  |                   |  |
| 17 | 113       | Fish in a Drawer                            | Sarah Goldfinger en Evan Dunsky                  | 5 mei 2008        |  |
| Teddy sterft in het bed van Charlie na zijn huwelijksnacht, met de broek op de enkels. Een speciale onderzoekseenheid ondervraagt alle aanwezigen. Ze ontdekken dat Teddy en Courtney geen familie waren van elkaar, maar wel geliefden. Ze sloegen de handen in elkaar om Evelyn te plunderen en hebben ook Charlie beduveld. De spanning werd Teddy echter te veel, waardoor hij een hartaanval heeft gekregen. Titelquote: Evelyn, over haar eerste kookervaring, die tot de dood van haar eerste echtgenoot Francis (de vader van Charlie en Alan) leidde. Noot: Laatste aflevering met Robert Wagner als Teddy Leopold Noot: De aflevering is een cross-over van Two and a Half Men en CSI naar een scenario van de schrijvers van CSI, Sarah Goldfinger en Evan Dunsky |           |                                             |                                                  |                   |  |
| 18 | 114       | If My Hole Could Talk                       | Eddie Gorodetsky, Jim Patterson en Mark Roberts  | 12 mei 2008       |  |
| Charlie gaat in de bibliotheek op zoek naar een boek over relaties (en hoe te vermijden dat ze op de klippen lopen). Hij ontmoet er Angie (Susan Blakely) en smelt meteen voor haar ondanks haar oudere leeftijd. Alan steekt de draak met Charlie, tot hij haar ontmoet. Titelquote: Charlie, tegen Angie nadat ze zegt dat hij een vijs los heeft (een "gat" in zich heeft). |           |                                             |                                                  |                   |  |
| 19 | 115       | Waiting for the Right Snapper               | Chuck Lorre, Lee Aronsohn en Mark Roberts        | 19 mei 2008       |  |
| Alan is vastberaden om Angie te versieren, het feit dat Angie een relatie is begonnen met Charlie ten spijt. Charlie merkt dit en wil Alan buitenspel zetten. Charlie schrikt wanneer hij Trisha, de verloofde van Angies zoon, aantreft in haar huis. Charlie heeft nog een affaire met Trisha gehad en haar gevoelens voor Charlie zijn niet uitgedoofd. Titelquote: Charlie, tegen de zoon van Angie, verrast reagerend op het feit dat niemand diens verloofde had "gekaapt" ("snap"). |           |                                             |                                                  |                   |  |

## Rolverdeling

### Hoofdcast
- Charlie Sheen (Charlie Harper)
- Jon Cryer (Alan Harper)
- Angus T. Jones (Jake Harper)
- Conchata Ferrell (Berta)
- Marin Hinkle (Judith Melnick)
- Holland Taylor (Evelyn Harper)

### Gastacteurs
- Melanie Lynskey (Rose)
- Ming-Na Wen (Rechter Linda Harris)
- Robert Wagner (Teddy Leopold alias Nathan Krunk)
- Jenny McCarthy (Courtney Leopold alias Sylvia Fishman)
- Ryan Stiles (Herb Melnick)